# 于子洋
于子洋（1998年5月23日—），男，山东东营人，中国乒乓球运动员。曾获得2018年乒乓球世界杯男子团体金牌。他也曾参加2017年夏季世界大学生运动会乒乓球比赛，并获得男子团体赛的冠军。